# 파우 (음악 그룹)
파우(POW)는 2023년 그리드엔터테인먼트에 의해 결성된 대한민국의 보이 밴드이다. 이 그룹은 요치, 현빈, 정빈, 동연, 홍으로 구성된다. 이 그룹은 2023년 10월 11일 공식 데뷔하였다.

## 구성원
- 요치 - 리더
- 현빈
- 정빈 - 메인보컬
- 동연 - 메인댄서
- 홍